# Kymberly Newberry
Kymberly Newberry is een Amerikaanse actrice.

## Biografie
Newberry heeft gestudeerd aan de Wayne State University in Detroit (Michigan) waar ze theater en Shakespeare studeerde met een beurs. Hierna is zij verhuisd naar Los Angeles om haar carrière in acteren te beginnen. Hiernaast is zij ook een kunstschilderes en toont haar werken in galeries in Houston Texas en Los Angeles. Zij heeft een diploma gehaald in de Franse taal op de Universiteit van Parijs en kan hierdoor ook de Franse taal toevoegen op haar CV.
Newberry begon in 1992 met acteren in de televisieserie Herman's Head. Hierna heeft ze nog meerdere rollen gespeeld in televisieseries en films zoals The Fresh Prince of Bel-Air (1990-1993), A Friend to Die For (1994), Martin (1993-1995) en Traffic (2000).

## Filmografie[2]

### Films
- 2006 Section 8 – als ??
- 2005 Prescription for Time – als Kat (stem)
- 2005 Wild Things: Diamonds in the Rough – als rechter Wilcox
- 2004 Woman Thu Art Loosed – als werkster
- 2002 Live from Baghdad – als secretaresse
- 2000 Traffic – als secretaresse
- 2000 Retiring Tatiana – als Angela
- 1996 Living Single – als Brittany
- 1995 The Price of Love – als vrouw
- 1995 The American President – als Sally
- 1994 A Friend to Die For – als verslaggeefster
- 1993 Heart and Souls – als Angela Barclay

### Televisieseries
Uitgezonderd eenmalige gastrollen.
- 1993 – 1995 Martin – als Bernice – 7 afl.
- 1990 – 1993 The Fresh Prince of Bel-Air – als Shauna – 3 afl.